# ディー橋事故

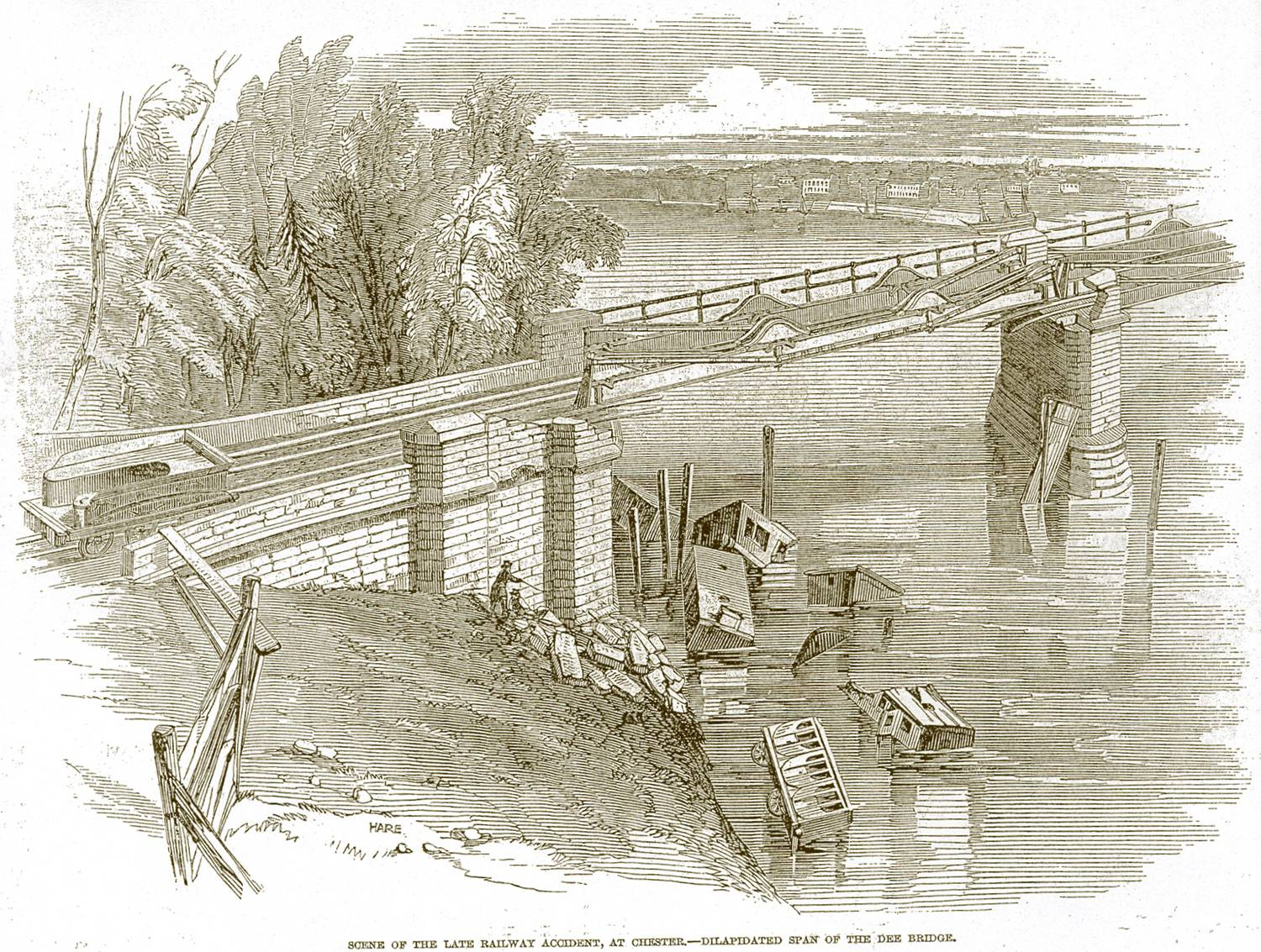
崩壊後のディー橋

ディー橋事故（ディーきょうじこ、英語: Dee bridge disaster）は、1847年5月24日に発生した、5名の死者を伴うイギリスの鉄道事故である。

## 概要
1840年代、イギリスの鉄道網を拡張するためにチェスター・アンド・ホーリーヘッド鉄道（Chester and Holyhead Railway）が企画され、その中でチェスターのディー川（River Dee）を横断する橋が必要とされた。この橋は、互いに組み合わされた三つの巨大な鋳物よりなる鋳鉄の桁を持ち、各桁は錬鉄の棒により全長にわたり補強されていた。1846年9月に完成し、主席鉄道検査官のチャールス・パスレイ将軍の認可の後に地域交通に供用された。
1847年5月、落橋事故が発生し、橋を通行していた普通列車が川に落下した。この事故で5名の死者と多数の怪我人が出た。事故の根本的な原因は設計上の問題とされた。橋はロバート・スチーブンソンの設計で、彼は地域検査官に無知を咎められた。鋳鉄は圧縮には強いものの、捻れ、引っ張りには脆いことが知られていた。また、事故当日、線路を支える樫の梁に火がつくことを防止するために橋の上を敷石で覆う作業が行われており、新たに追加された敷石の荷重も事故の一因となった。皮肉にもこの予防はロンドン、ウクスブリッジのグレート・ウェスタン鉄道で、イザムバード・キングダム・ブルネルが設計した橋が出火して崩落した事故を受けてのことであった。

## 調査
ディー橋事故は、結成されたばかりの鉄道検査会（Her Majesty's Railway Inspectorate）の初期の大仕事のひとつとなった。検査官の長は王立技官（Royal Engineers）のシモンズ大将（John Lintorn Arabin Simmons）で、彼の報告では繰り返す曲げにより桁が実質的に弱体化していたと推測していた。彼は主桁の壊れた部分を検査し、それが二カ所壊れ、一つ目は真ん中にあったことを確かめた。壊れずに残っていた桁の上で機関車を走らせる実験では、移動負荷のもとで橋が数インチ変位することが判明した。橋の設計は根本的に誤っており、錬鉄のトラスは全く桁を補強していないと結論し、陪審でも同様となった。スチーブンソンの設計は、錬鉄のトラスが全体の構造を補強することに依存していたが、鋳鉄桁に取り付けられていたので、負荷が加わると変形するようになっていた。
事故は、線路に敷石が敷かれた数時間後、機関車が最後の桁に達した際に起きた。桁は真ん中で割れ、すべての車両が50 フィート下のディー川に転落した。敷石の荷重は間違いなく事故が起きる一因となった。詳細な原因については様々な説が唱えられたが、橋の設計が重篤に誤っていたという点では意見は一致していた。ルイスとギャグは、応力集中により増幅された桁下部の張力により壊れたと主張した。ヘンリー・ペトロスキ（Henry Petroski）は、錬鉄棒は梁の圧縮を悪化させ、中心からずれているために側方捻じれ座屈による破壊をきたしやすくすると述べた。しかしこの意見は脆性破壊を説明できない。桁の繰り返す変位により下縁のつばの角から疲労により破壊したと考えるのが妥当である。橋が建設される数ヶ月前、ウィリアム・フェアベアン（William Fairbairn）は、ロンドンの土木技師会（Institution of Civil Engineers）の集いで設計者のスチーブンソンに鋳鉄桁の問題を警告したが、この忠告は無視された。

## 鋳鉄橋の事故
王立委員会（1849年報告）は鉄道橋に鋳鉄トラスを用いることと設計を非難したが、その後、ウートン橋崩壊（Wootton bridge collapse）、ブル橋事故（Bull bridge accident）など鋳鉄鉄道橋の事故は続いた。これ以外にも、ステープルハースト鉄道事故、インベリサン事故（Inverythan rail accident）、ノーウッド・ジャンクション事故（Norwood Junction rail accident）が発生した。一方で1851年の水晶宮と1857年の南ウェールズのクルムリン水路橋は鋳鉄を用いて成功した例である。しかし、鋳鉄を張力梁に用いていた初代テイ橋が1878年に破滅的な崩落事故を起こして以降は、1890年完成のフォース鉄道橋のように、鋼鉄が用いられるようになった。